# Шоссе 38 (Израиль)
Шоссе 38 (ивр. כביש 38‎ , англ. Highway 38) — израильское шоссе, региональная автомагистраль в Израиле на равнине Шфела, служащая одной из основных автомагистралей в районе горной равнины Шфела.

## История
Маршрут шоссе 38 от кибуца Бейт-Гуврин до Шаар-ха-Гай проходит по древней римской дороге, которая соединяла Иерусалим через Бейт-Гуврин с Ашкелоном. Он соединялся с одной из продольных дорог, пересекавших Землю Израиля с севера на юг — от севера Тель-Мегиддо до юга Беэр-Шевы. Между перекрёстком «Ха-Эла» и перекрёстком «Сригим» на холме — напротив теплиц поселения Гиват-Йешаяху, к западу от дороги, сосредоточено несколько верстовых столбов римской дороги: Бейт-Гуврин (Элиотрополис) — Иерусалим (Элия Капитолина). На этом месте были проведены раскопки, в результате которых были обнаружены два уровня древней дороги. Ещё одна группа римских верстовых столбов была найдена в Тель-Годeд — в двух километрах к северу от Бейт-Гуврина.
Дорога существовала во времена британского мандата и в начале 1944 года описывалась как «передовая дорога». В 1960 году участок дороги между Эштаоль и Шаар-ха-Гай был модернизирован, а некоторые повороты были выпрямлены. Реконструкция дороги была завершена в мае 1961 года.

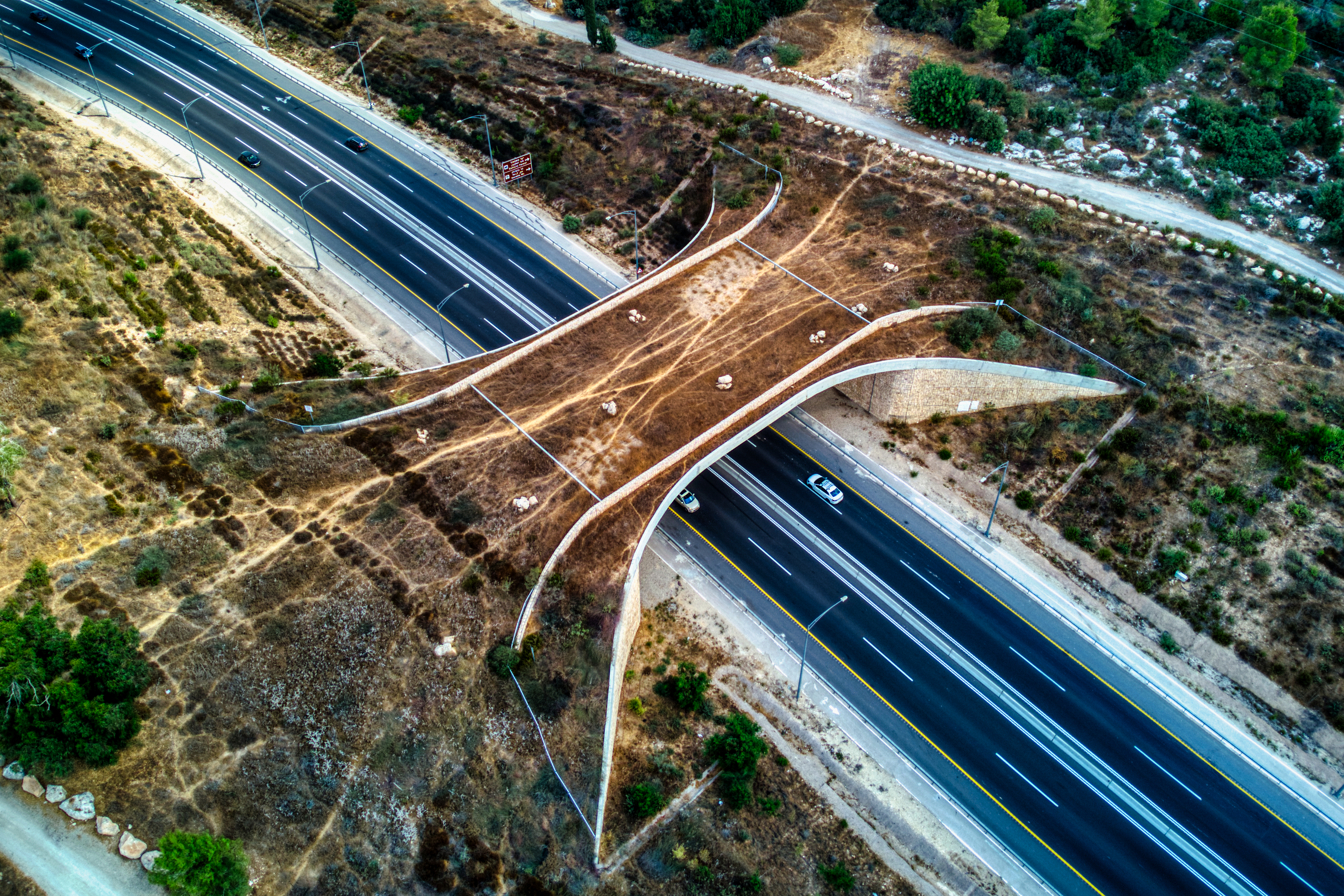
Экологический мост через шоссе 38 между Месилат-Цион и Эштаоль

В 2013 году Израильская национальная дорожная корпорация начала переоборудование северной части дороги в двухполосное шоссе на участке между развязкой Шаар ха-Гай и Бейт-Шемешем. На первом этапе была спрямлена кривизна шоссе в районе Эштаоля, а позднее были построены развязки на перекрёстке Шимшон, в промышленной зоне Хар-Тов и Месилат-Цион. В районе дороги Зайон по обеим сторонам дороги был установлен экологический переход для перехода животных . В ходе работ по расширению Израильское управление древностей провело спасательные раскопки. Среди прочего, вдоль маршрута дороги было обнаружено древнейшее сооружение в регионе Иудейской равнины, относящееся к началу постоянного поселения людей, периоду неолита (восьмое тысячелетие до н. э.), а также останки каждого из доисторических периодов Земли Израиля. В августе 2017 года был открыт участок между Шаар-ха-Гай и Бейт Шемеш.
В 2017 году Израильская национальная дорожная корпорация начала переоборудование южной части дороги в двухполосное шоссе и двухполосную автомагистраль на участке между Бейт-Шемеш и Бейт-Гуврин. В районе развязки Тель-Бейт-Шемеш ширина дороги была уменьшена, чтобы не повредить археологические находки, которые были обнаружены на месте раскопок. Дальше по дороге, на пересечении шоссе 38 и бульвара Вирджиния в Рамат-Бейт-Шемеше, были проведены ещё одни спасательные раскопки, в ходе которых была обнаружена редкая табличка, которая, по-видимому, использовалась для разжигания огня около 9000 лет назад.
В 2019 году компания Нетивей Исраэль начала строительство развязок на перекрёстке Рамат-Бейт-Шемеш и перекрестке Рамат-Бейт-Шемеш.
В 2023 году проводились работы по строительству транспортной развязки Гиват-Шарет, которая заменит светофорный перекрёсток Йешай.

## Участки вдоль дороги
На протяжении шоссе встречаются живописные места, археологические памятники, исторические памятники, в том числе относящиеся к современной эпохе, а также геологические памятники:
- Перекрёсток ха-Эла — К востоку от перекрёстка находится долина ха-Эла, которая собирает ручьи, стекающие со склонов горы, и создает особенно плодородную равнину. Это место в прошлом было важным перекрестком, через который проходила римская дорога, ведущая в Иерусалим. К востоку от перекрестка находится Тель-Шука, а к западу — Тель-Азка, оба упомянуты в Войне Давида и Голиафа.
- Эйнот-Дкалим — между перекрестком Бейт-Шемеш-Юг и перекрестком Бейт-Шемеш-Центр, на повороте к монастырю Бейт-Джамель . Внутри имеются здания с остатками древних колодцев .
- Тель-Бейт-Шемеш — холм на высоте 243 метра над уровнем моря после подъёма и поворота на дорогу между главным въездным перекрестком в Бейт-Шемеш и перекрестком Бейт-Шемеш-Юг. Его отождествляют с библейским городом Бейт-Шемеш.
- Перекрёсток Шимшон — через который до Шестидневной войны проходила старая дорога из Тель-Авива в Иерусалим.
- Шоссе пересекает Дерех-Бурма за один километр до Шаар -ха-Гай.
- Парк Британия и парк Адулам простираются по обе стороны дороги, между перекрёстками ха-Эла и Нахуша.

## Галерея

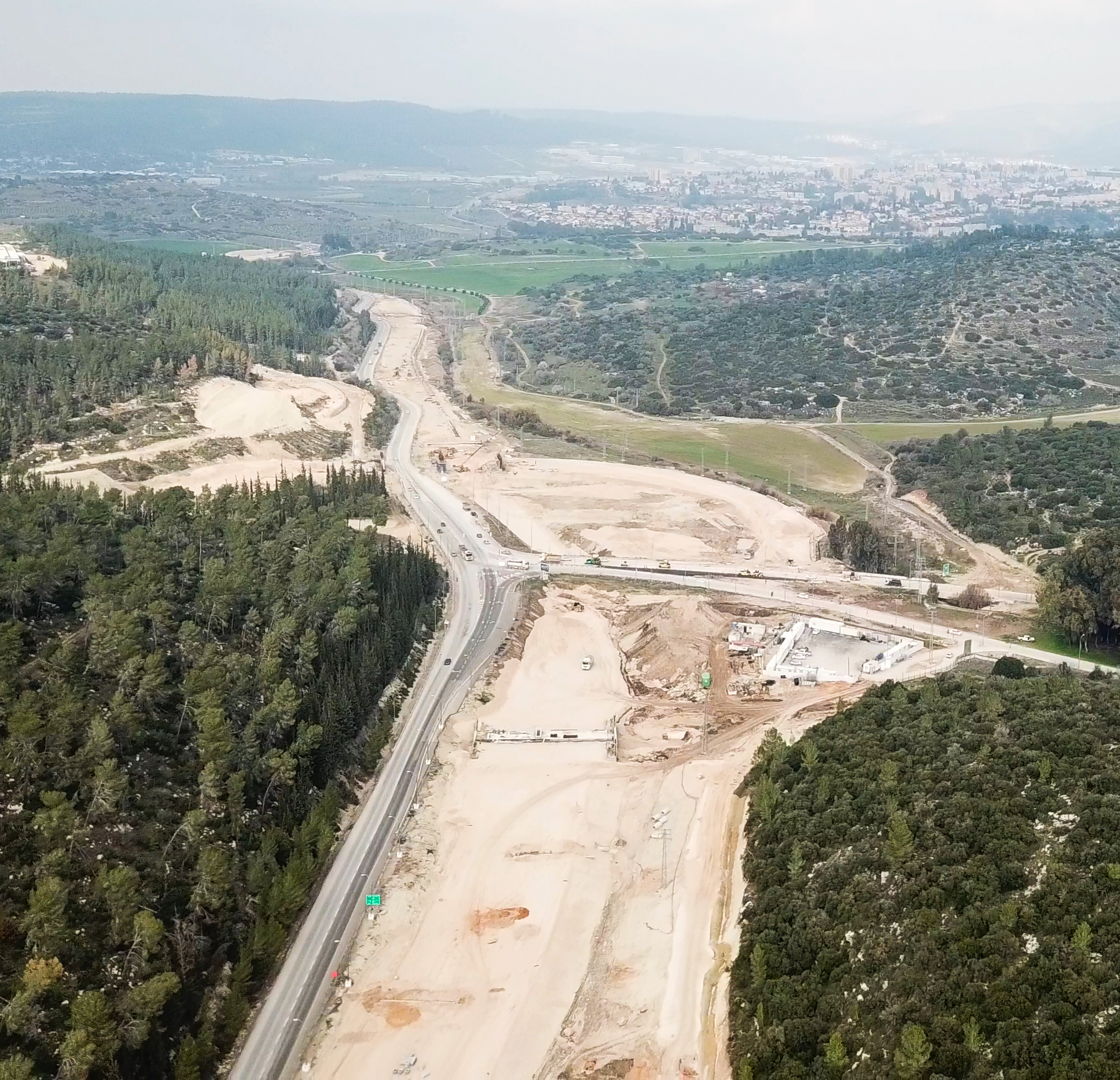
Ремонт дороги на развязке Рамат-Бейт-Шемеш, 2020 год
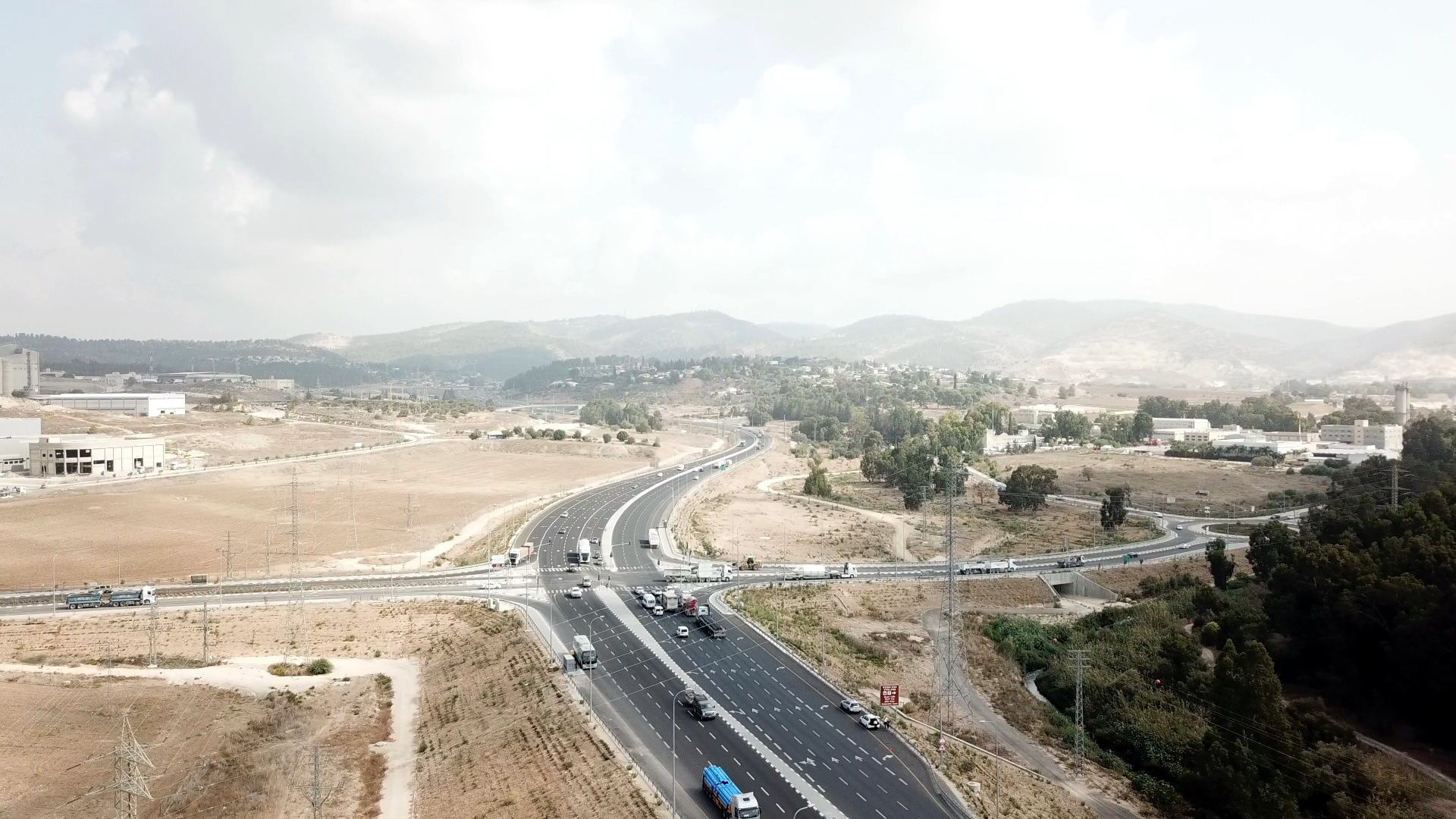
Пересечение шоссе 38 с шоссе 3855
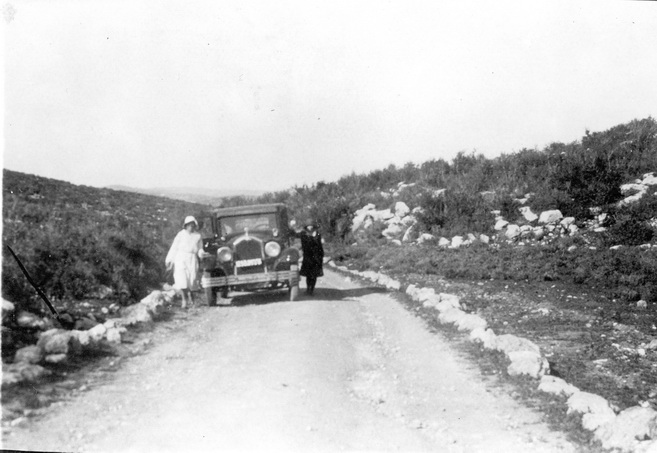
Шоссе 38 между Хар-Тов и Бейт-Гуврин в 1932 году
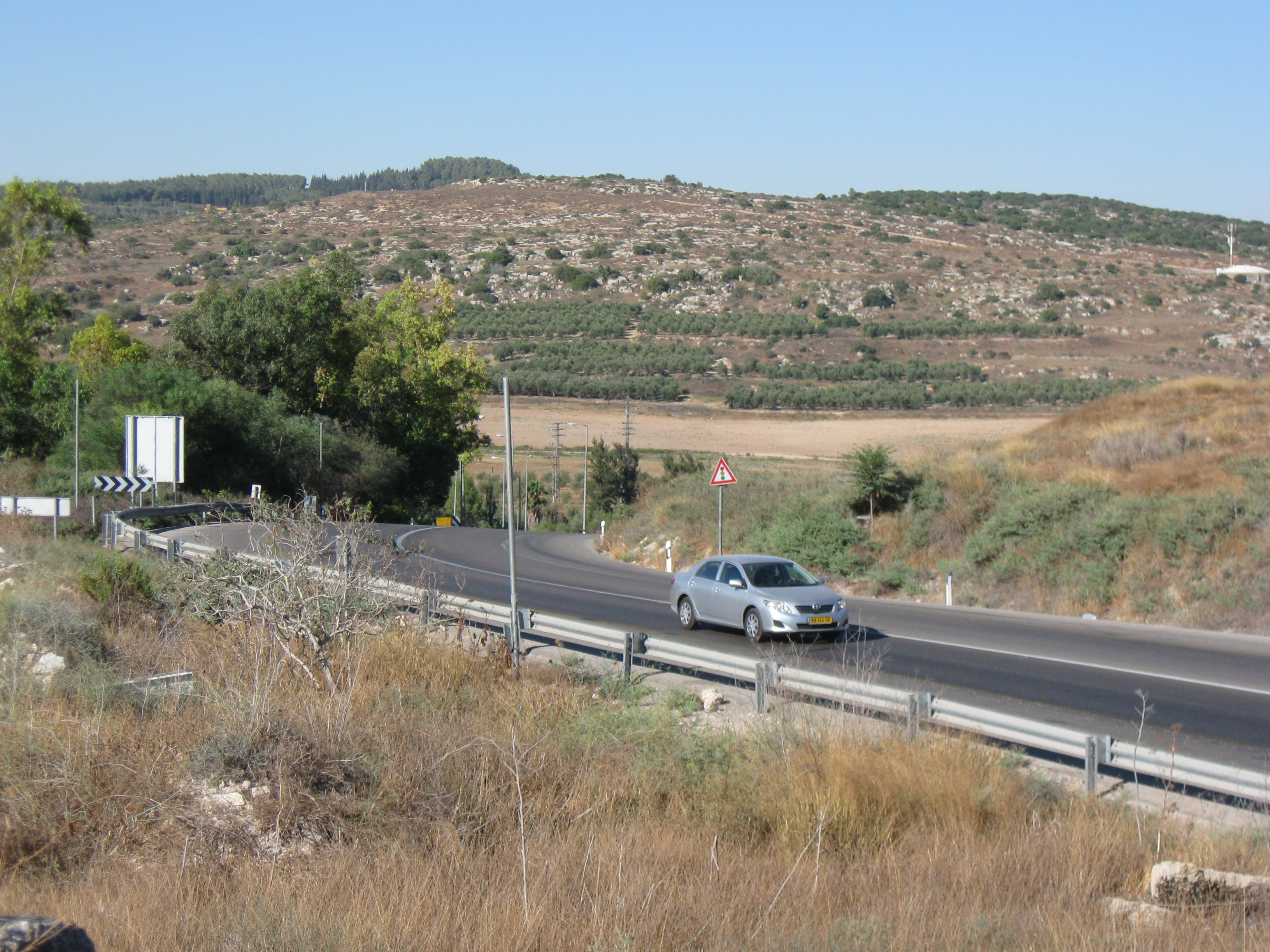
Шоссе возле Тель-Бейт-Шемеш
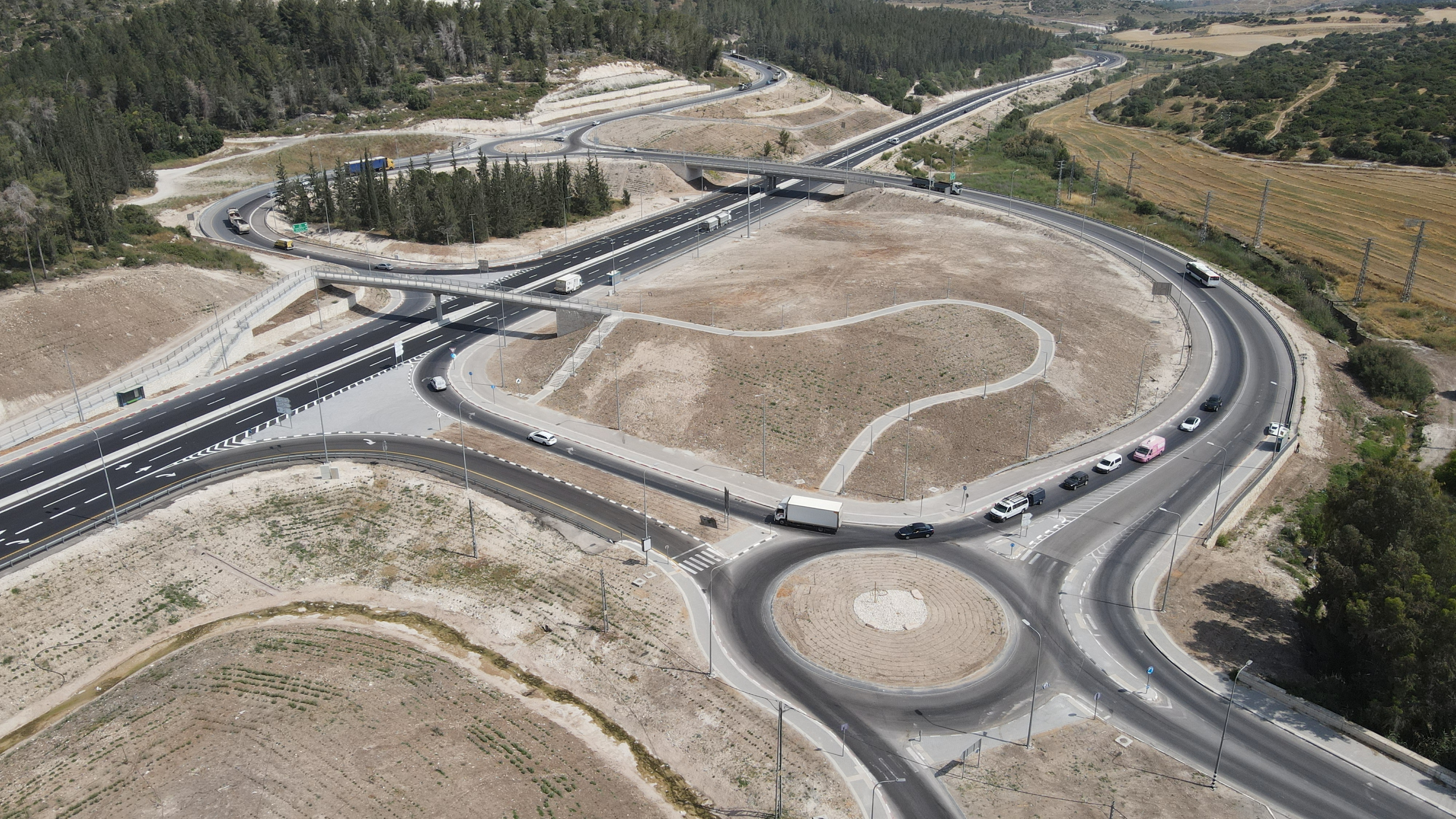
Транспортная развязка Рамат-Бейт-Шемеш, май 2022 года
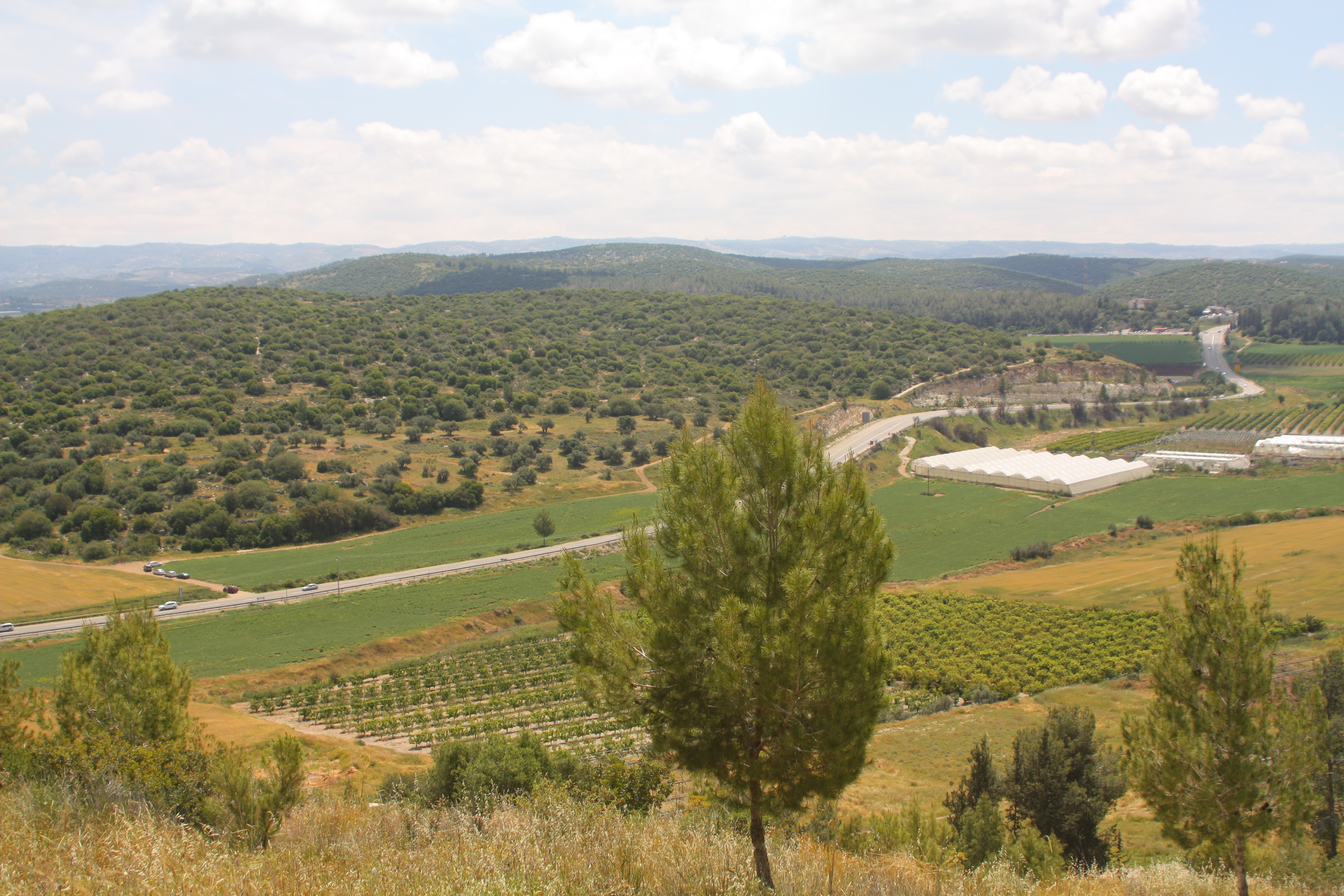
Вид на Тель-Азека
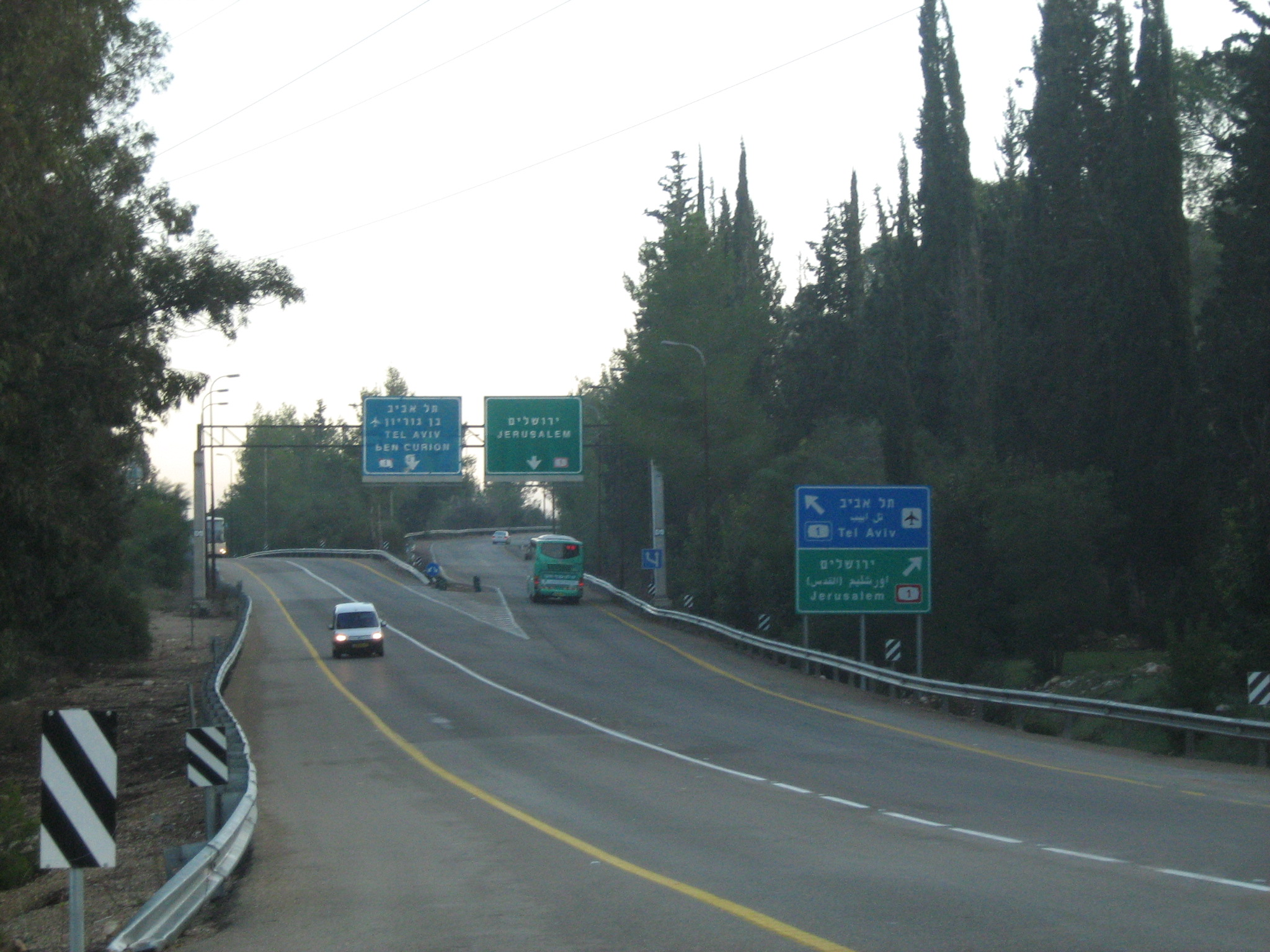
Указатель перед развязкой Шаар ха-Гай со стороны шоссе 38
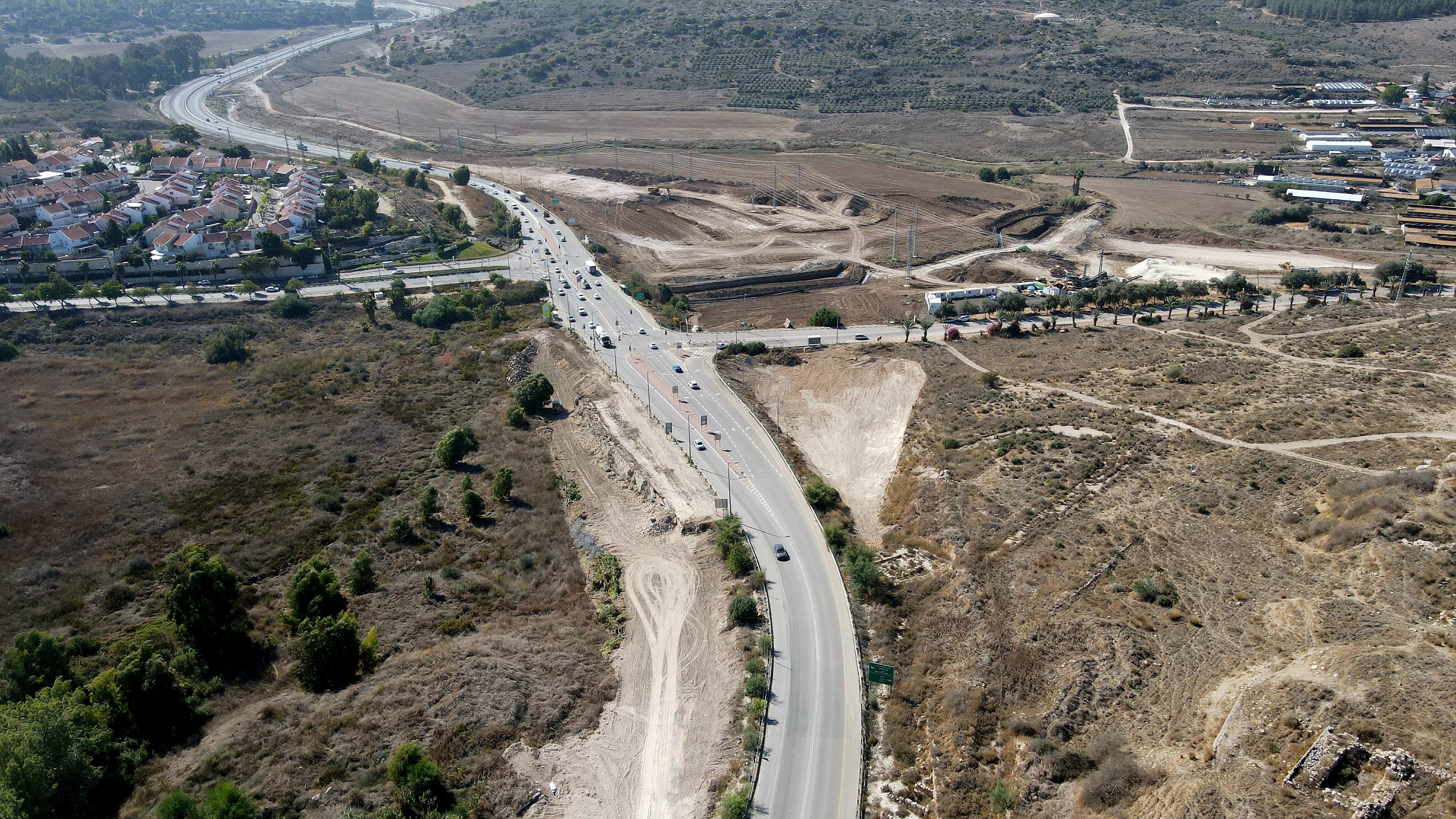
Аэрофотоснимок перекрёстка Йешай, ноябрь 2022 года
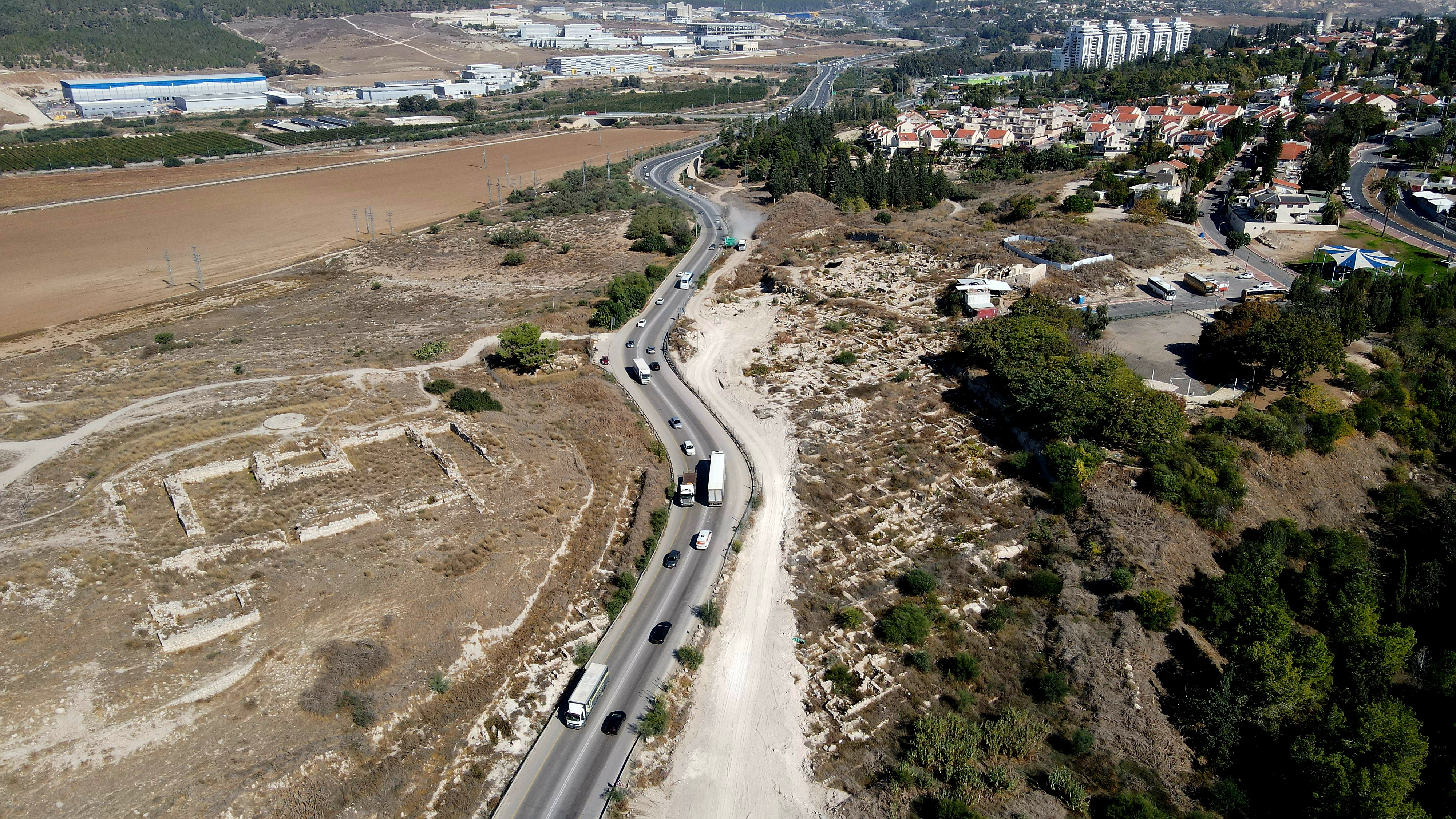
Тель-Бейт-Шемеш, вид на север, ноябрь 2022 года
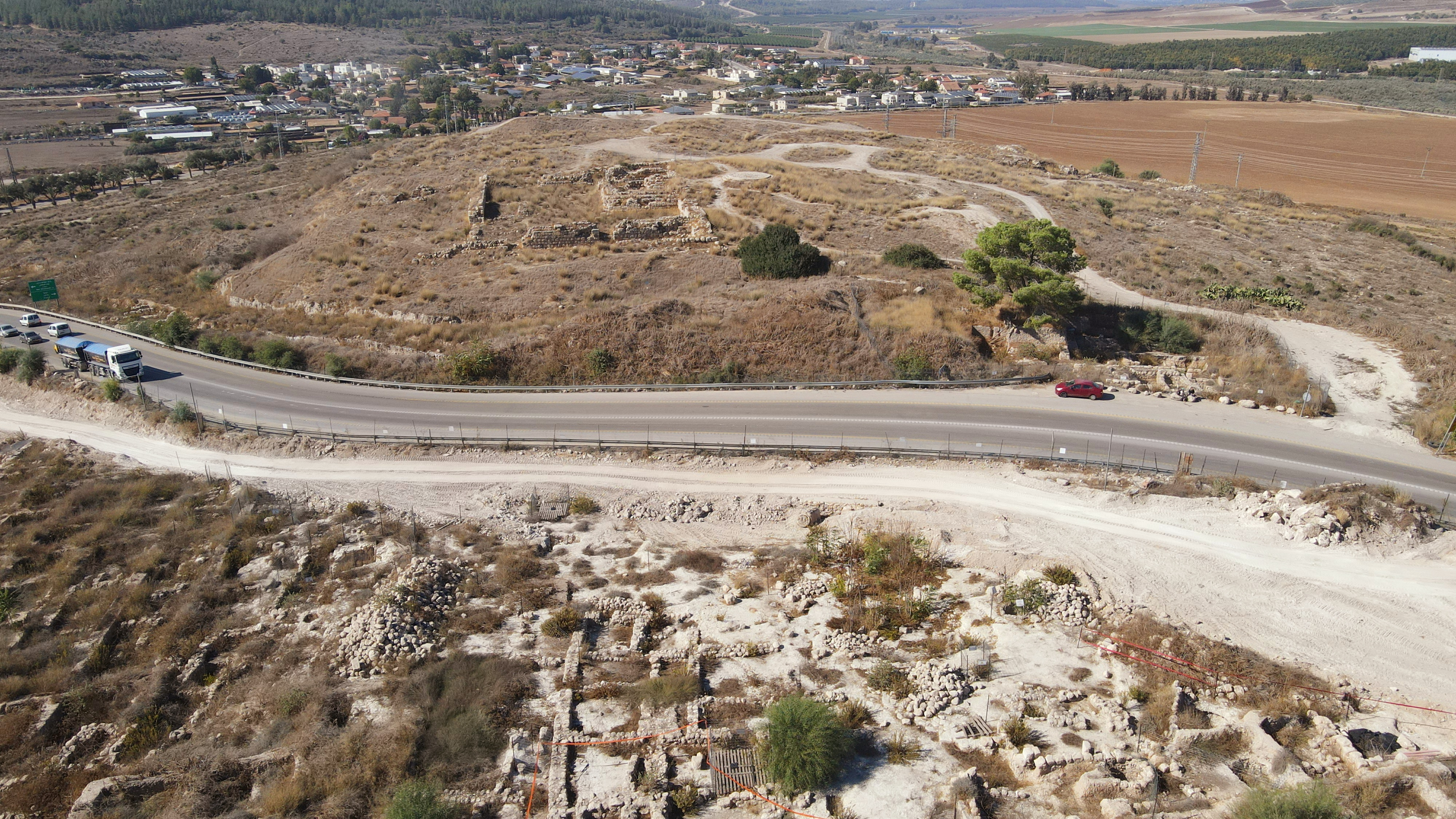
Тель-Бейт-Шемеш, вид на запад, ноябрь 2022 года
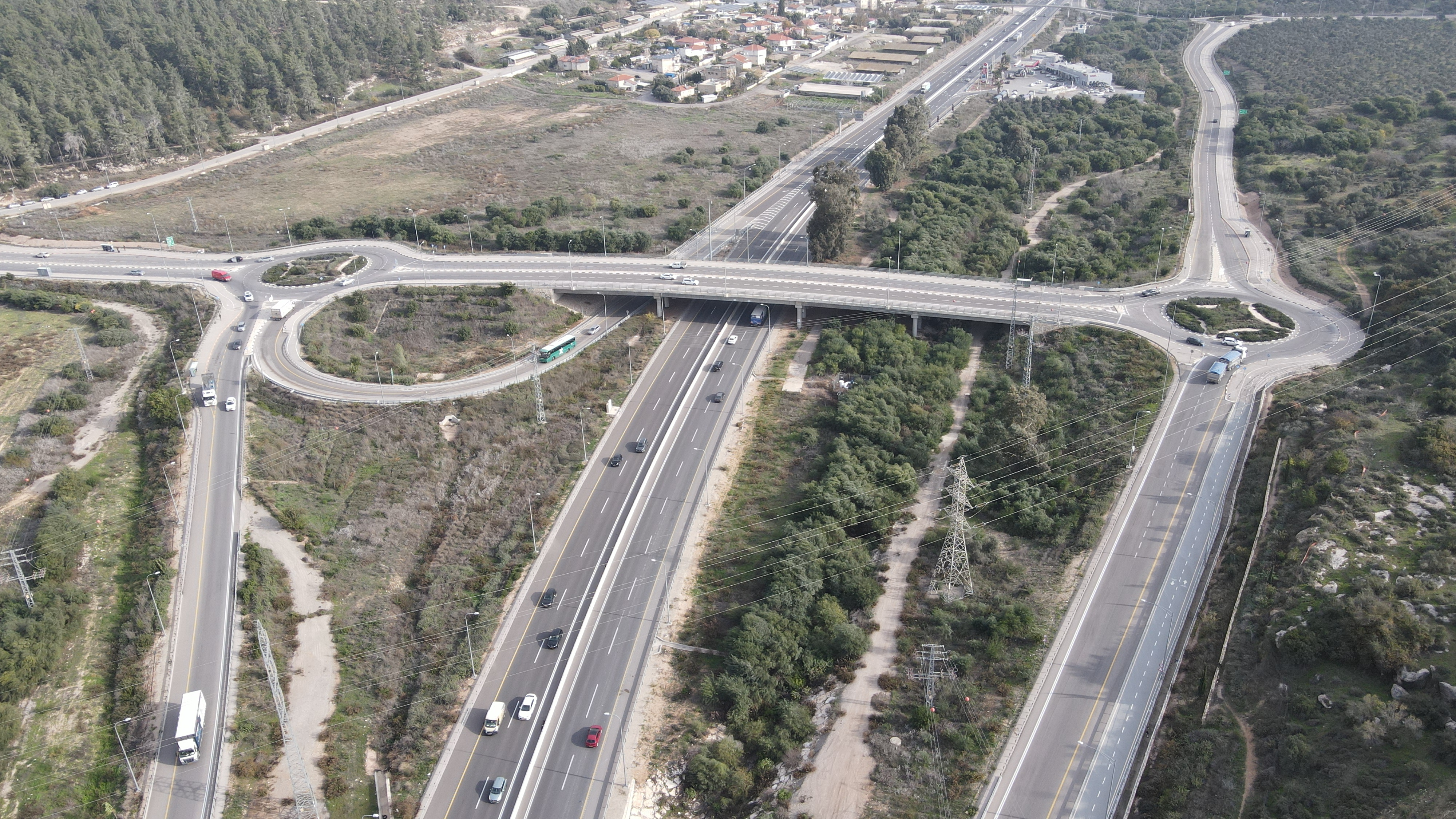
Перекрёсток Шимшон, январь 2023 года
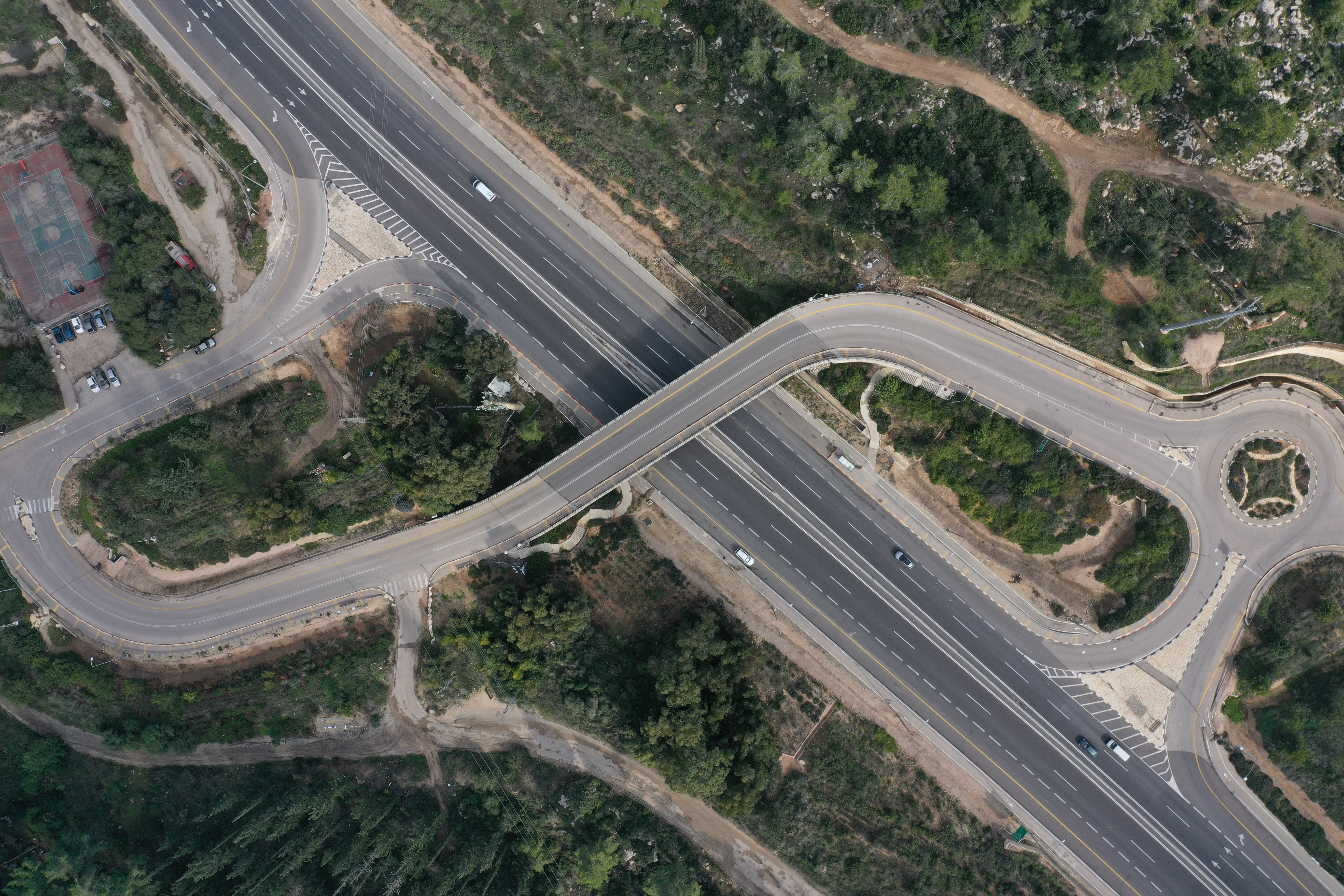
Железнодорожная развязка Зайон, январь 2023 года
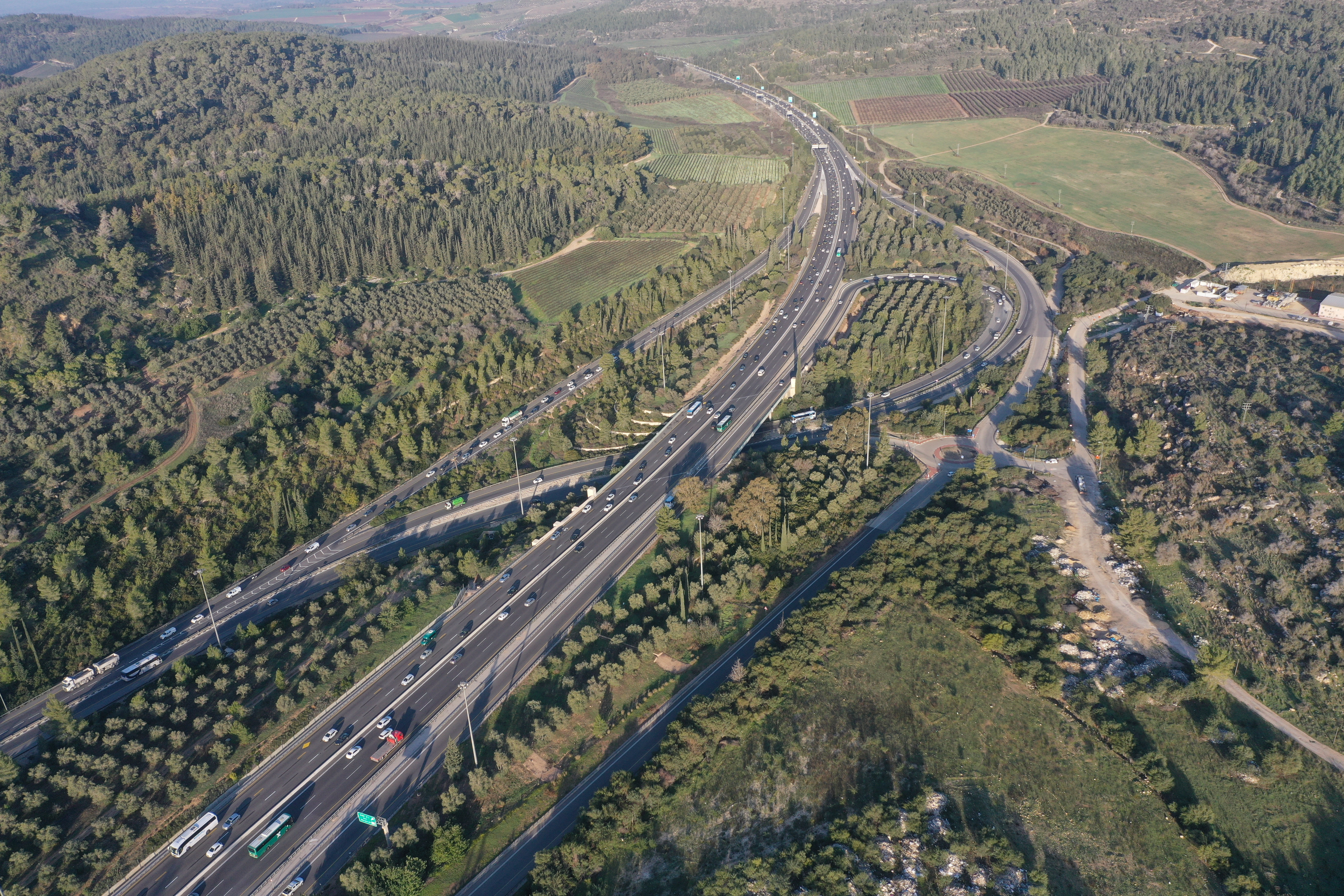
Развязка Шаар ха-Гай, январь 2023 года
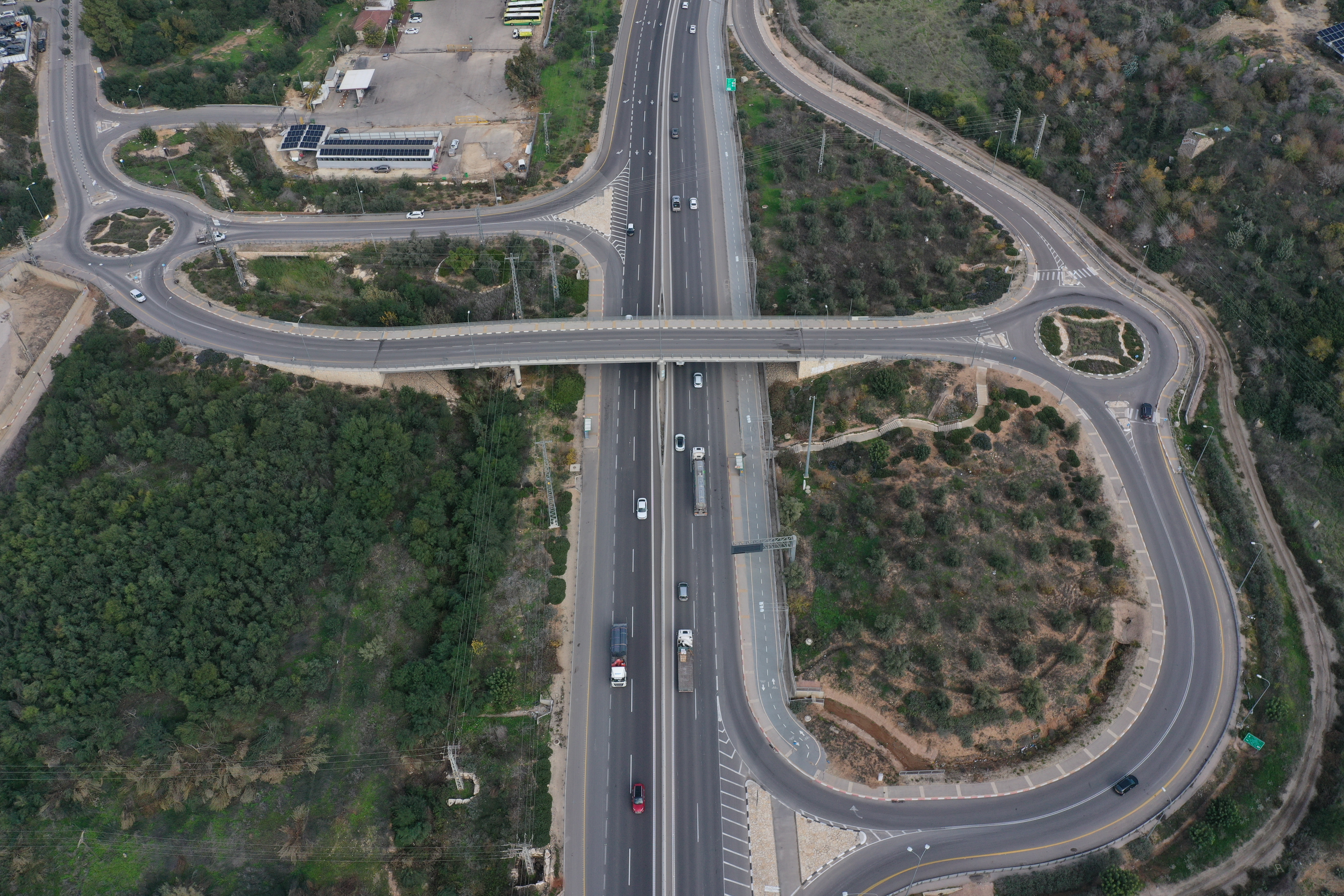
Развязка Ха-Ратув, январь 2023 года